# Spoorbrug Nijmegen
De spoorbrug in Nijmegen is een spoorbrug over de Waal in de Nederlandse stad Nijmegen. De brug verbindt Nijmegen met het stadsdeel Lent. Naast de spoorbrug ligt sinds 2004 een fietsbrug, de Snelbinder. De brug heeft de twee na langste overspanning in Nederland; alleen de Werkspoorbrug en de Zandhazenbrug zijn langer.

## Historie
De bouw van de spoorbrug begon in 1875 en duurde tot 1879. Het zuidelijke landhoofd van de brug met middeleeuws aandoende torens werd ontworpen door Pierre Cuypers; de rest werd ontworpen door ir. J.G. van den Bergh. De spoorbrug maakte mede de treinverbinding tussen Nijmegen en Arnhem mogelijk, waarmee Nijmegen werd aangesloten op het nationale spoorwegnet. De vakwerkbrug had oorspronkelijk 3 boogoverspanningen. De spoorbrug was de eerste brug over de Waal in Nijmegen; de Waalbrug kwam er pas in 1936.

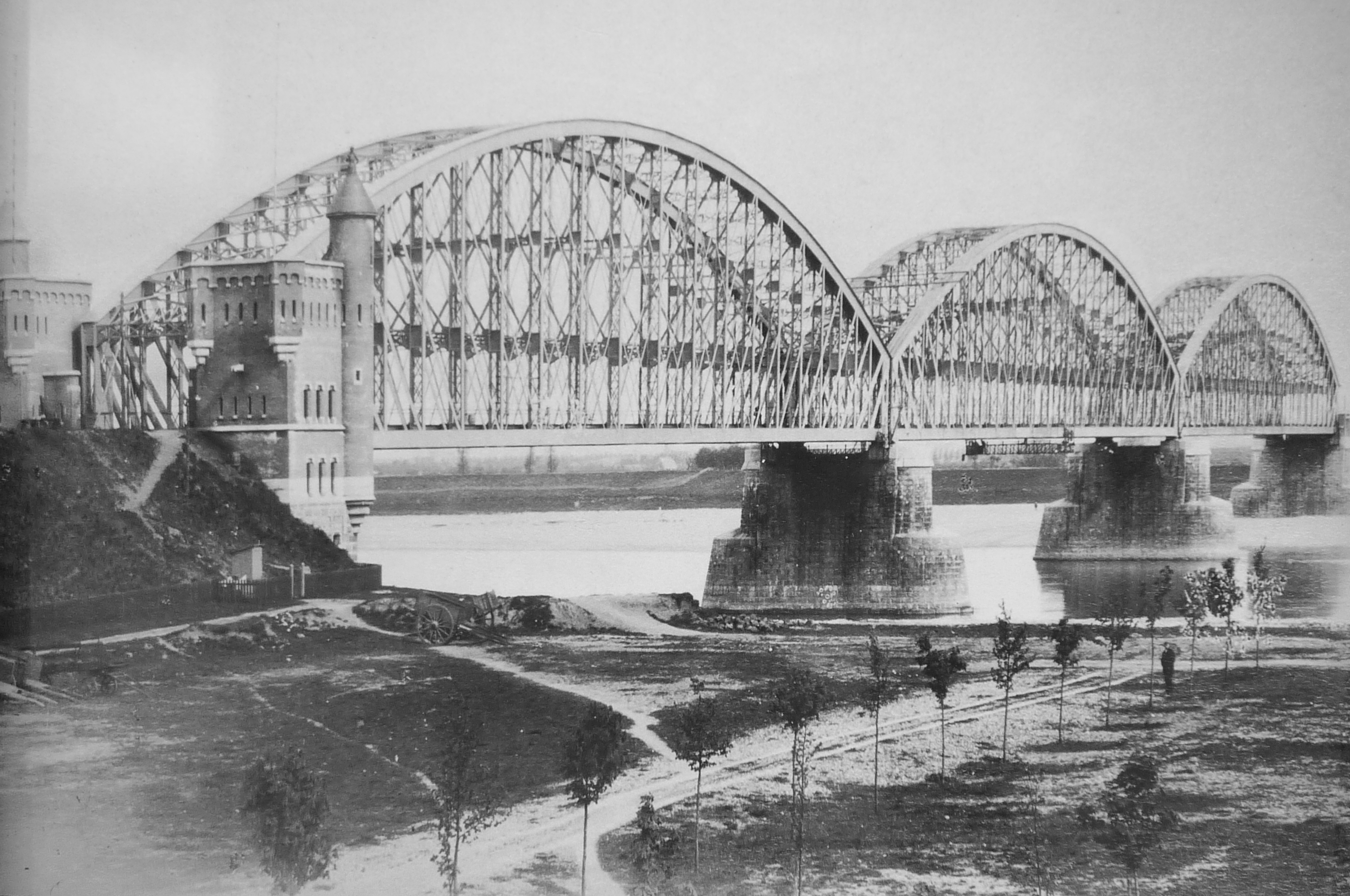
De oorspronkelijke spoorbrug
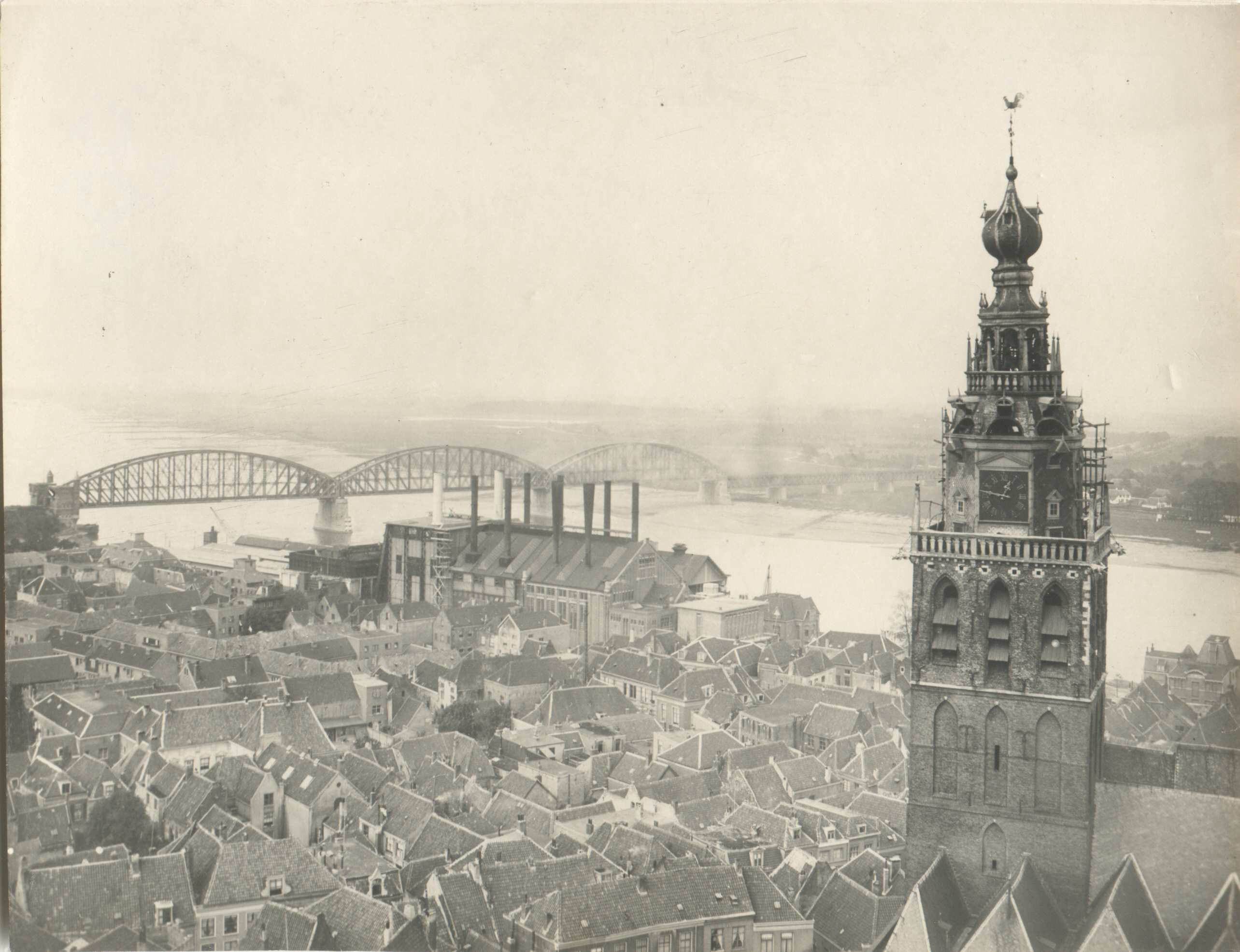
De brug in 1931 vanaf de toren van de St. Augustinuskerk.
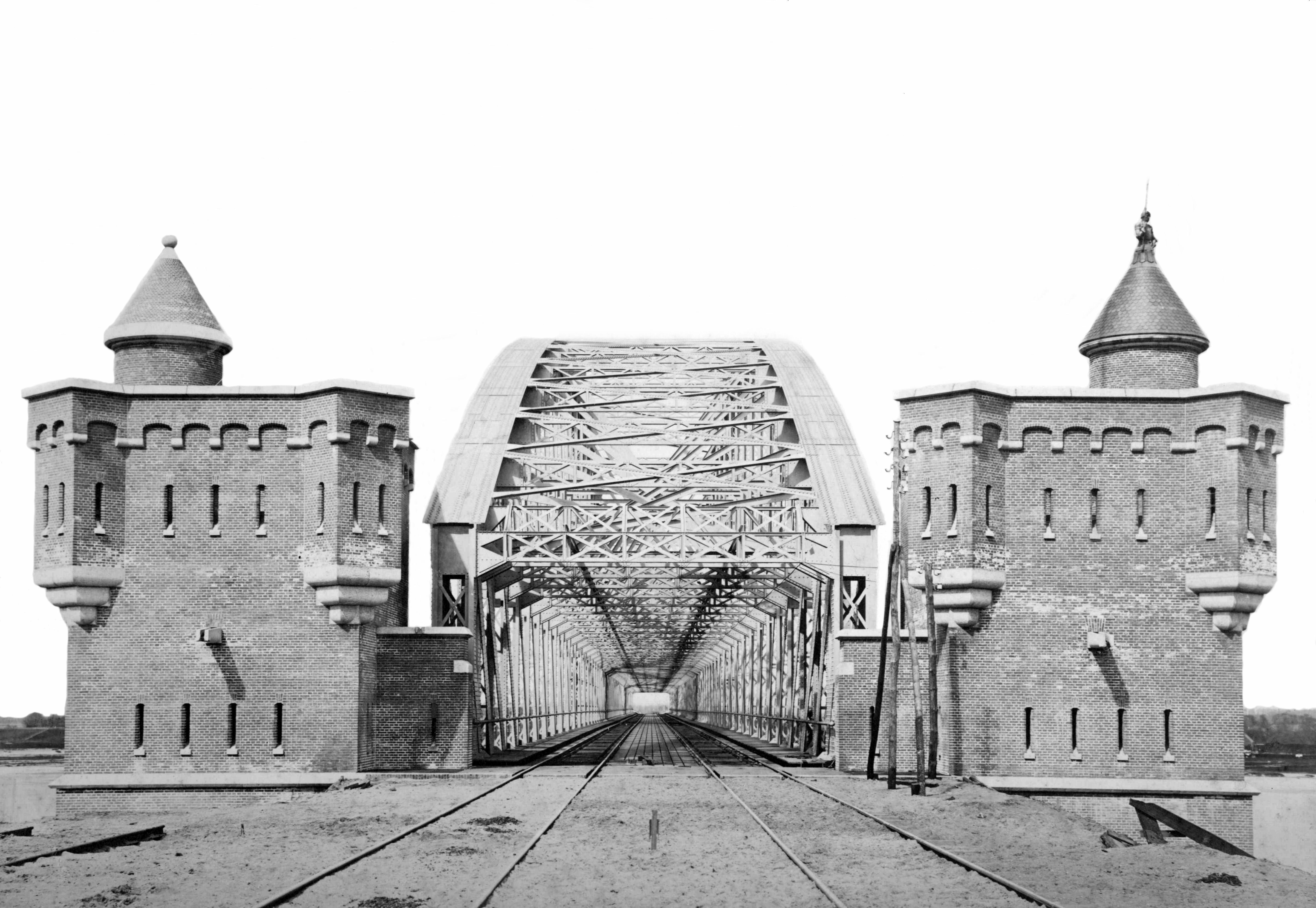
Landhoofd ontworpen door Cuypers
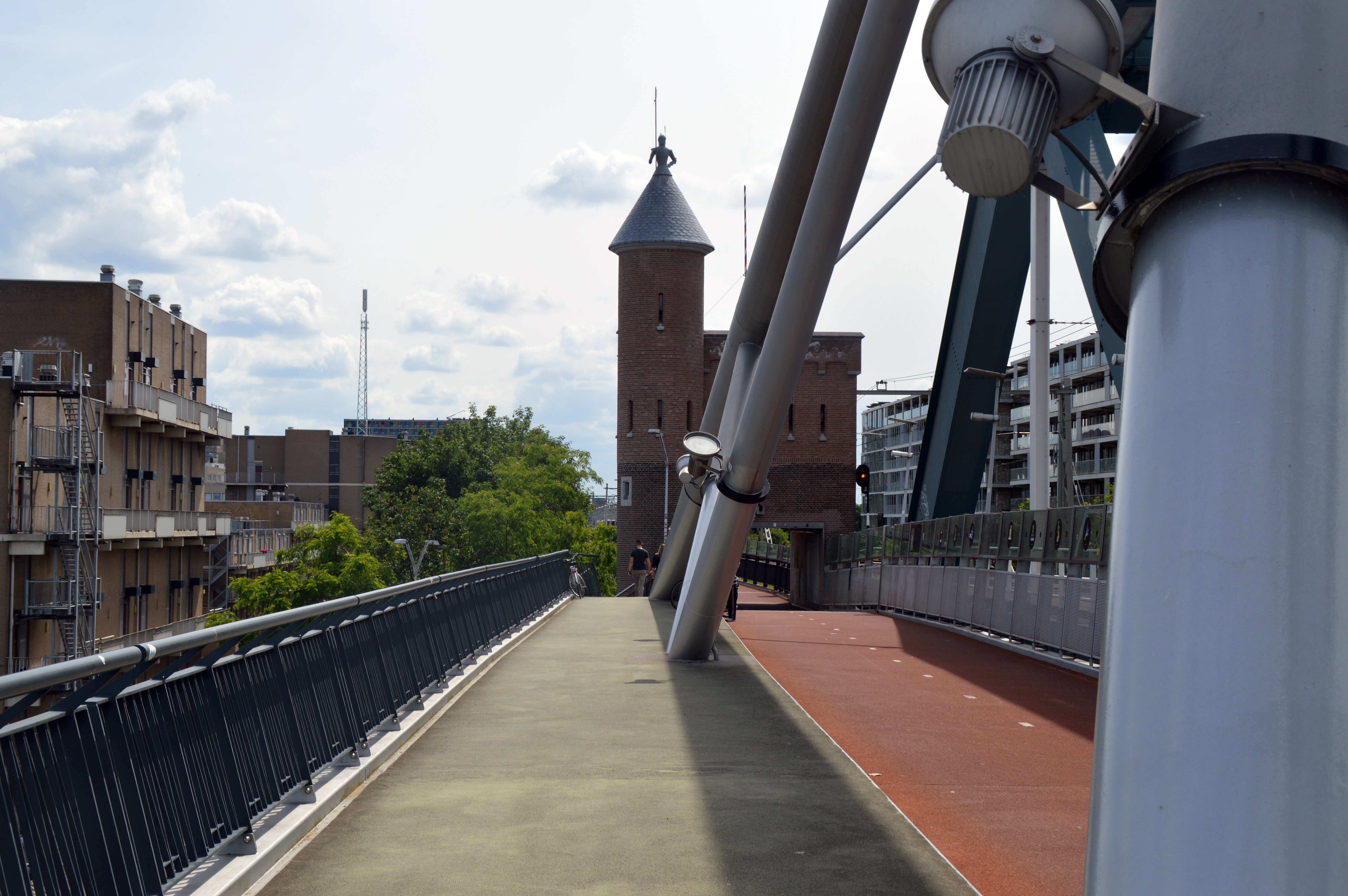
Landhoofd Spoorbrug. Zicht vanaf de Snelbinder.
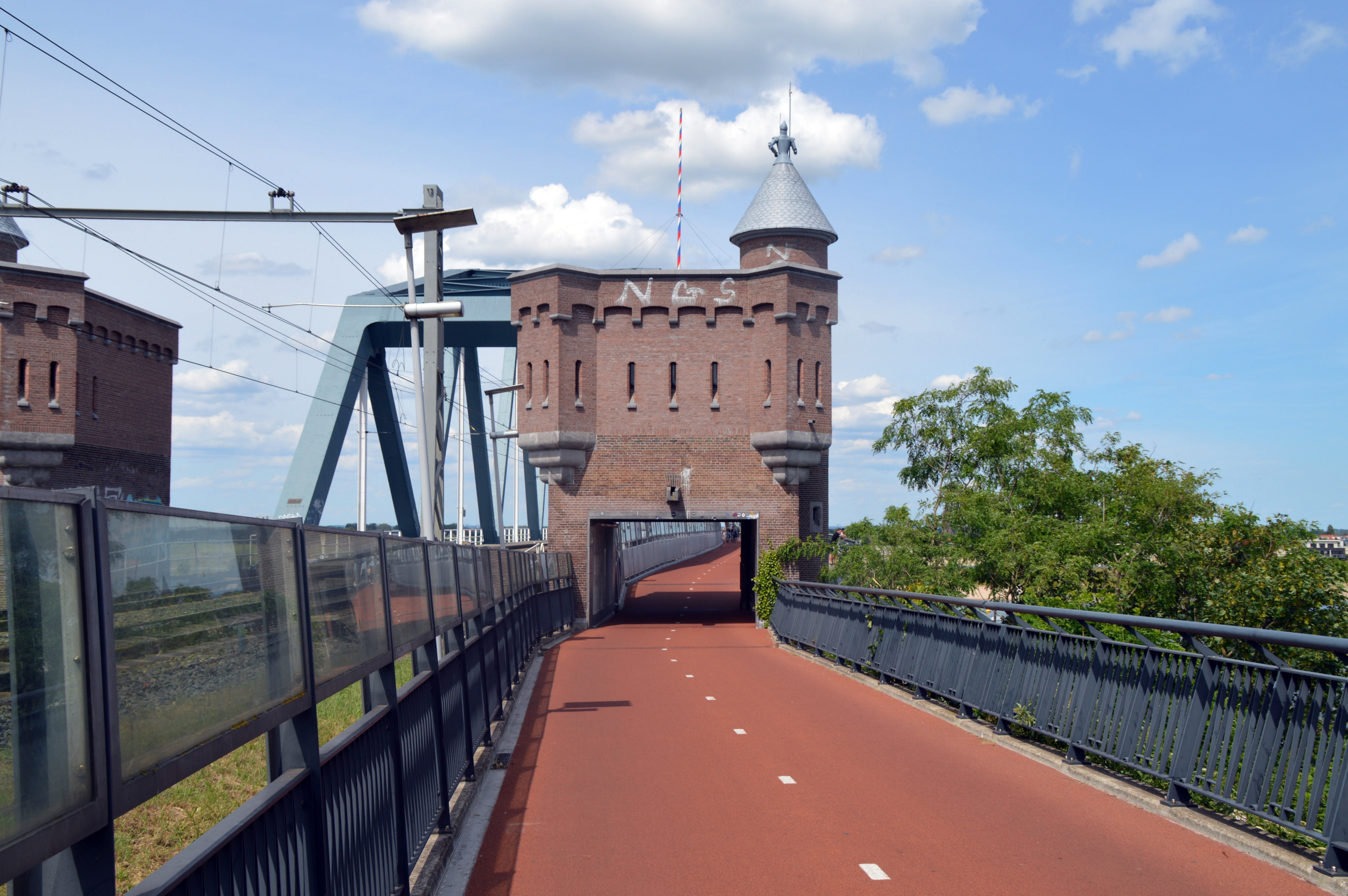
Landhoofd Spoorbrug Nijmegen. Zicht vanaf Centrum.
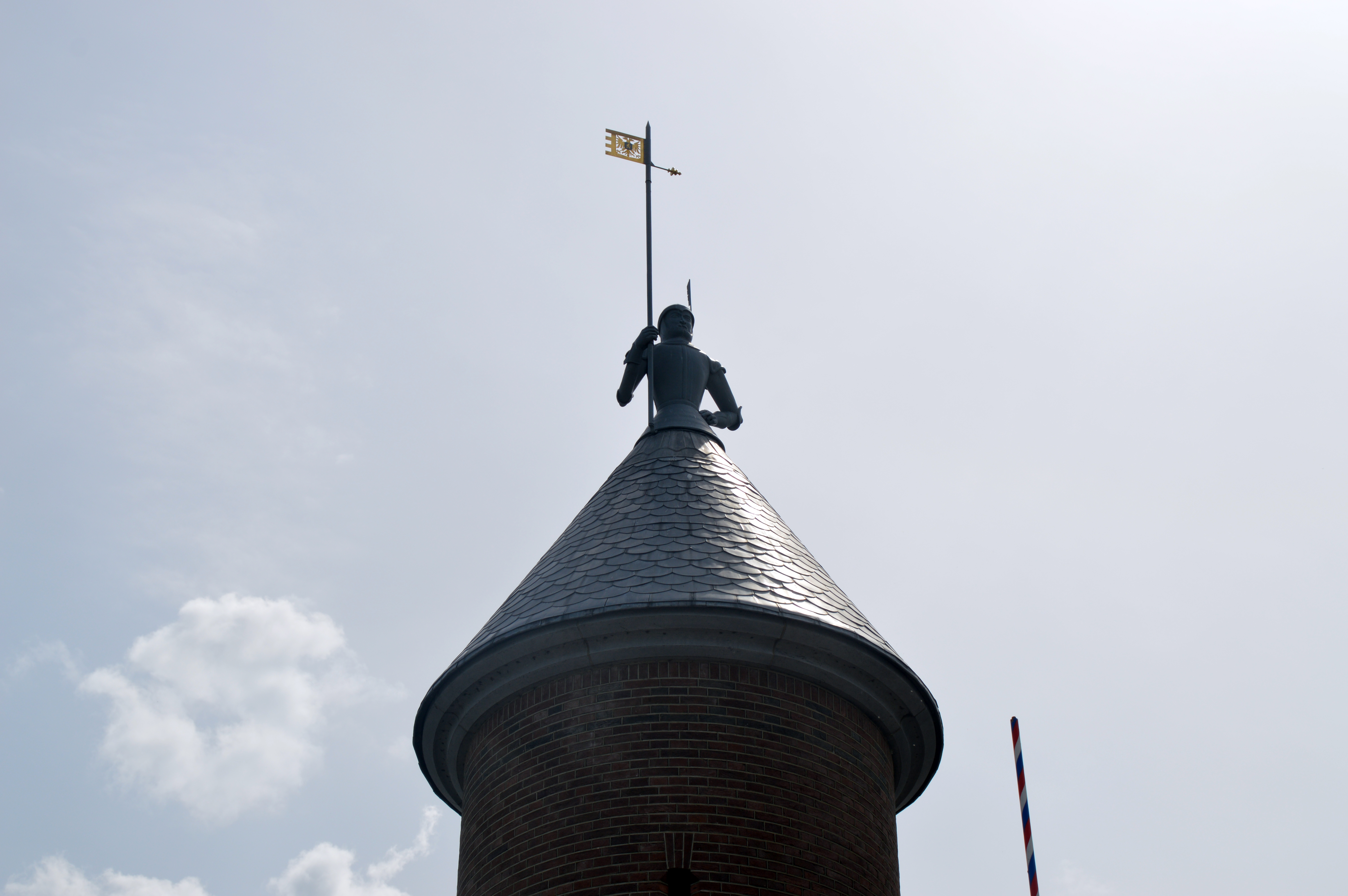
Torenwachter
- Polygoonjournaal, 1950: "Spoorbrug over de Waal hersteld" (01:13)

In de Tweede Wereldoorlog werd de middelste boog van de brug twee keer opgeblazen. De spoorbrug maakte deel uit van de Waaloversteek, onderdeel van Operatie Market Garden. Vanwege de Duitse aanval op Nederland in 1940, werd de middelste overspanning van spoorbrug in de middag van 10 mei opgeblazen door de Nederlandse genie. De brug werd door Duitse troepen hersteld, dankzij onderdelen die eigenlijk bestemd waren voor de Schalkwijkse brug over het Amsterdam-Rijnkanaal. De brug ging echter wel hierdoor terug van twee sporen naar een spoor en werden twee extra hulppijlers in de Waal geplaatst. Bij de terugtocht van de Duitsers in 1944 werd een van de nieuwe pijlers opgeblazen, waardoor de brug weer in onbruik raakte. De pijler werd hersteld en het jaar erop reden de eerste (niet-geëlektrificeerde) treinen weer over de brug. Vijf jaar later was de brug geheel hersteld: Er waren weer twee sporen beschikbaar en ook elektrische treinen konden de brug weer over.. In 1984 werd de brug gemoderniseerd. Nu werd er in plaats van drie slechts één boog geconstrueerd en was toendertijd de spoorbrug met de langste overspanning in Nederland. Het landhoofd, dat aanvankelijk gesloopt zou worden, werd een rijksmonument.
In 2004 werd de Snelbinder aan de spoorbrug bevestigd. Het treinverkeer over de spoorbrug en de scheepvaart op de Waal moesten daarvoor een dag worden stilgelegd. In 2009 werd het landhoofd, dat in de oorlog beschadigd was geraakt, gereconstrueerd.

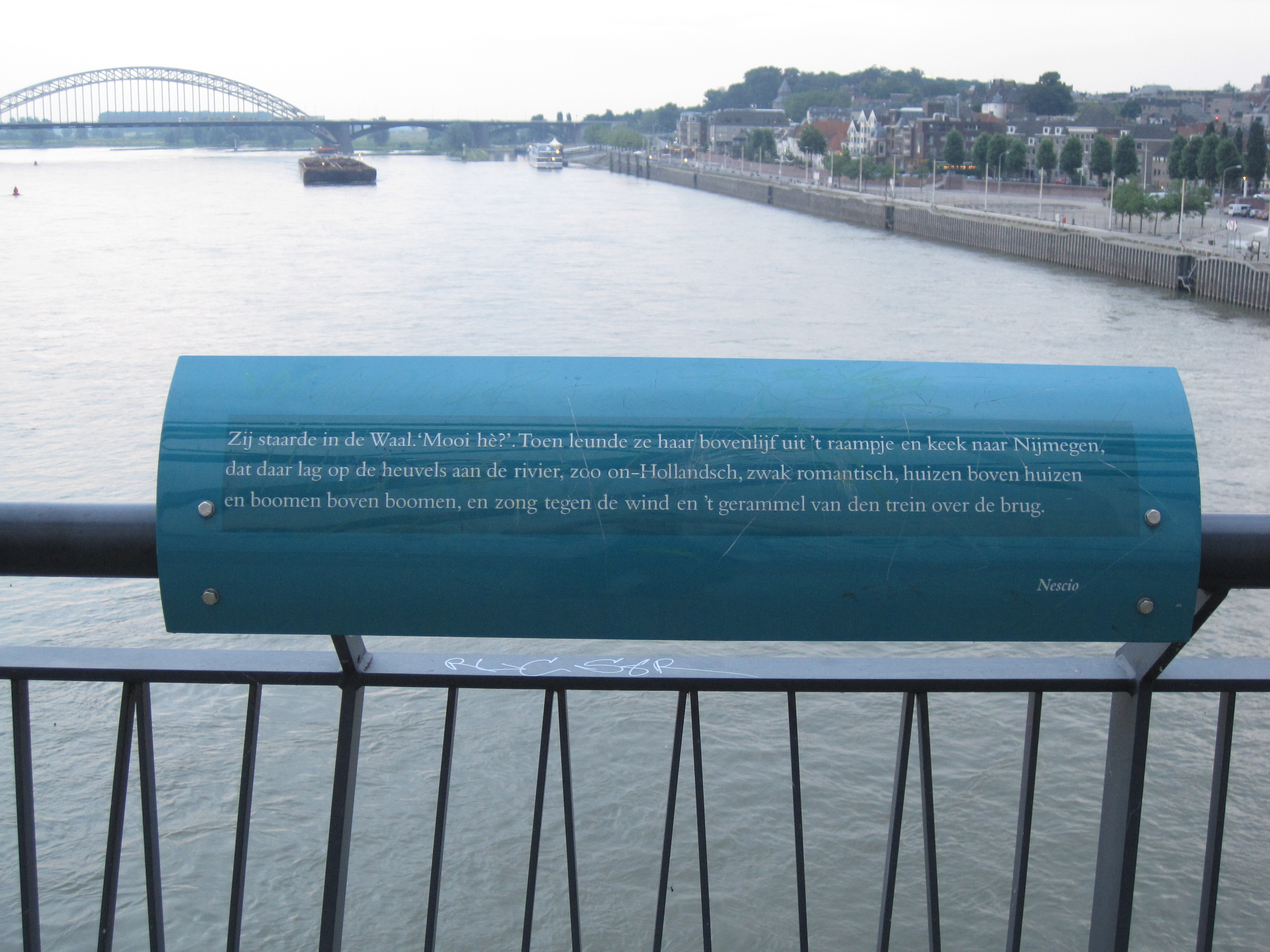
Tekst van Nescio

## In literatuur
In De uitvreter van Nescio pleegt de hoofdpersoon zelfmoord door van de spoorbrug in Nijmegen te stappen. Aan de railing van de fietsbaan over de spoorbrug (snelbinder) hangt een plaatje met een tekst van Nescio.